# Červený Hrádok
Červený Hrádok (bis 1948 slowakisch „Verešvár“; ungarisch Barsvörösvár – bis 1907 Vörösvár) ist eine Gemeinde im Westen der Slowakei mit 442 Einwohnern (Stand 31. Dezember 2024), die zum Kreis Okres Zlaté Moravce, einem Teil des Nitriansky kraj, gehört.

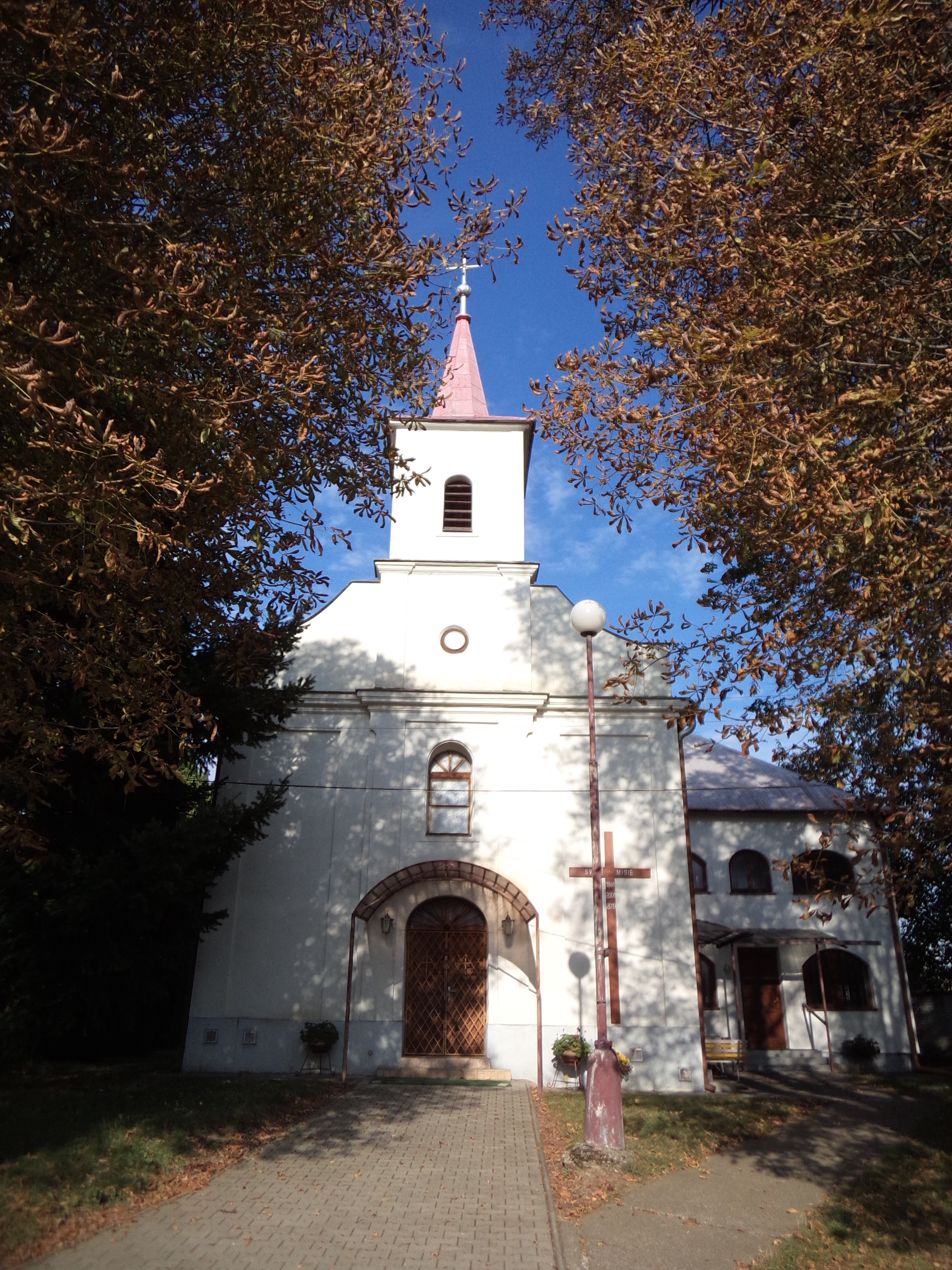
Georgskirche

## Geographie
Die Gemeinde befindet sich im Nordteil des Hügellands Hronská pahorkatina im Tal des Baches Širočina im Einzugsgebiet der Žitava. Das Ortszentrum liegt auf einer Höhe von 170 m n.m. und ist 11 Kilometer von Zlaté Moravce entfernt.
Nachbargemeinden sind Malé Vozokany im Norden und Osten, Kalná nad Hronom (Katastralgemeinde Mochovce) im Südosten, Nevidzany im Süden, Slepčany im Westen und Vieska nad Žitavou im Nordwesten.

## Geschichte
Die ältesten Spuren einer Besiedlung des Gemeindegebiets lassen sich bis in die Altsteinzeit verfolgen.
Červený Hrádok wurde zum ersten Mal 1386 als Verusuar schriftlich erwähnt und war Bestandteil der Herrschaft der Burg Gýmeš. Nach dem Verrat des Geschlechts Forgách Ende des 17. Jahrhunderts übergab das Ärar den Besitz an den Landadel. 1634 musste der Ort Tribut gegenüber dem Osmanischen Reich in Geld, Naturalien und Frondienst leisten. 1714 wohnten 45 Familien im Ort, 1715 gab es Weingärten, 1720 16 Steuerzahler, 1828 zählte man 43 Häuser und 290 Einwohner, die als Landwirte beschäftigt waren.
Bis 1918 gehörte der im Komitat Bars liegende Ort zum Königreich Ungarn und kam danach zur Tschechoslowakei beziehungsweise heute Slowakei. Von 1975 bis 1990 war der Ort zusammen mit Malé Vozokany und Veľké Vozokany Teil der Gemeinde Nové Vozokany.

## Bevölkerung
| Jahr                | 1994 | 2004    | 2014    | 2024    |
| ------------------- | ---- | ------- | ------- | ------- |
| Anzahl der Personen | 425  | 435     | 407     | 442     |
| Unterschied         |      | +2,35 % | −6,43 % | +8,59 % |

| Jahr                | 2023 | 2024    |
| ------------------- | ---- | ------- |
| Anzahl der Personen | 443  | 442     |
| Unterschied         |      | −0,22 % |

Gemäß der Volkszählung 2011 wohnten in Červený Hrádok 411 Einwohner, davon 403 Slowaken und vier Ukrainer. Vier Einwohner machten keine Angabe zur Ethnie.
382 Einwohner bekannten sich zur römisch-katholischen Kirche und vier Einwohner zur orthodoxen Kirche. 14 Einwohner waren konfessionslos und bei 11 Einwohnern wurde die Konfession nicht ermittelt.

## Bauwerke und Denkmäler
- römisch-katholische Georgskirche im neoklassizistischen Stil aus dem Jahr 1902